# LiDé
LiDé (Libéral-Démocrate) was een Belgische, Franstalige politieke partij, die begin november 2008 werd opgericht door Vlaming Rudy Aernoudt. De partij wilde liberaal en democratisch zijn, om een antwoord te vormen op het cliëntelisme, en voor een efficiënter staatsapparaat zorgen. Tegenwoordig bestaat LiDé enkel nog als beweging
Tijdens de regionale verkiezingen in 2009 stond LiDé in Wallonië op de kieslijsten. Er was even sprake van dat LiDé samen zou gaan met de Franstalige liberalen (MR), Aernoudt zou op de derde plaats staan voor de Europese verkiezingen. Dit werd afgeblazen toen het FDF dreigde uit de MR te stappen indien er met LiDé samen zou worden samengewerkt.

## Inhoudelijk programma
Het programma van LiDé bestond uit 10 prioritaire punten:
1. Hervorming van het onderwijs: LiDé wil de scholen meer autonomie geven naar Vlaams voorbeeld en de vier officiële netten fusioneren. Alle Belgen moeten tweetalig worden.
2. Aanmoediging om te werken: De uitkeringen moeten in de tijd worden beperkt, de wachtuitkeringen afgeschaft en de strijd tegen zwartwerk opgevoerd. De financiering van de vakbonden moet veranderen, de banenplannen stopgezet.
3. Afslanken van de administratie: De administratie moet fors afslanken tot er een efficiënt, gedepolitiseerd en goed betaald korps overblijft.
4. De staat efficiënter organiseren: De staat moet reguleren, maar mag niet tegelijk rechter en partij zijn.
5. Het invoeren van een flat tax: Eén belastingtarief van 25 procent, de eerste 12.500 euro zijn vrij van belastingen.
6. Armoedebestrijding: De valse armoede - partijleden die een sociale woning krijgen in plaats van echte armen - uitfilteren. Investeren in opvoeding, wonen, gezondheid
7. Duurzame ontwikkeling : Duurzame handel (De natuur heeft ook zijn rechten). De ethiek moet centraal staan in de samenleving.
8. Mani polite: Niet nakijken wie wat heeft mispeuterd, wel de structuren veranderen om te vermijden dat het nog gebeurt. Dat betekent decumulatie van mandaten, depolitisering van de administratie en beperken van kabinetten of bestrijden van cliëntelisme.
9. Ondernemen aanmoedigen: Lidé wil subsidies voor ondernemingen schrappen. Ondernemers zouden toegang tot een uitkering moeten hebben als ze mislukken.
10. Staatshervorming: Invoeren van een federale kieskring. Afschaffen van de provincies en gemeenschappen en de bevoegdheden aan de regio's overdragen.

### Verschil met de partij van Jean-Marie Dedecker
Rudy Aernoudt heeft mee geschreven aan het sociaal-economisch programma van LDD, de partij van Jean-Marie Dedecker. Sociaal-economisch gezien leken het programma van LDD en LiDé dan ook sterk op elkaar.
LiDé was echter geen Waalse tak van LDD. Op communautair vlak staat LDD immers een confederatie voor, terwijl LiDé streefde naar een sterke federale staat.